# Волна Рэдклиффа
Волна Рэдклиффа (англ. Radcliffe wave) — волнообразная газовая структура в Млечном Пути, образованная взаимодействующими областями звездообразования и простирающаяся на 9000 световых лет. Это крупнейшая газовая структура из когда-либо наблюдавшихся в диске Млечного Пути. В наиболее близкой к Солнцу точке она располагается на расстоянии около 400 световых лет (Молекулярное Облако Тельца), а в наиболее далёкой — на расстоянии 5000 световых лет (Лебедь X). Об обнаружении структуры было объявлено 20 января 2020 года, а её близкое расположение к Солнцу оказалось неожиданным для учёных.

## Формирование
По состоянию на март 2020 года исследователи не определили механизм формирования этой волны из пыли и газа. Предполагалось, что она может быть результатом столкновения с Млечным Путём гораздо меньшей галактики, оставившего некое подобие ряби, или же волна может быть связана с тёмной материей Внутри плотных облаков газ может быть настолько сжатым, что образуются новые звёзды. Считается, что похожим образом сформировалось и Солнце.
Многие из областей звездообразования, обнаруженные в волне Рэдклиффа, ранее считались частью крупной кольцеобразной структуры вокруг Солнечной системы, пояса Гулда, теперь предполагается, что вместо кольца существует массивная волна.

## Открытие
Волна Рэдклиффа была открыта международной группой астрономов. На 235 встрече Американского астрономического общества в Гонолулу было объявлено об этом открытии, а также 7 января 2020 года была опубликована статья в журнале Nature. Структуру открыли на основе данных, собранных космическим телескопом Gaia. На двумерных картах обнаружить волну не удаётся, необходимо трёхмерное моделирование распределения межзвёздного вещества. Структура названа в честь Института перспективных исследований Рэдклифф в Кембридже, Массачусетс.

## Свойства
Волна Рэдклиффа содержит 4/5 от всех облаков пояса Гулда: облако Ориона, молекулярное облако Персея, молекулярное облако Тельца и Цефей OB2. Одно из облаков не является частью волны Рэдклиффа: молекулярное облако Ро Змееносца является частью второй, параллельной волне Рэдклиффа, структуры. Другие структуры, содержащиеся в волне Рэдклиффа, но более далёкие от Земли, это Большой Пёс OB1, туманность Северная Америка и Лебедь X.
Масса структуры составляет порядка {\displaystyle \geq 3\times 10^{6}} масс Солнца, в длину волна достигает 2,7 килопарсеков при амплитуде 160 парсеков. По ширине волна составляет около 20 %, а по длине — 40 % рукава Ориона. Рукав Ориона более рассеянный, чем волна Рэдклиффа, и содержит ряд структур, таких как Единорог OB1, туманность Калифорния, молекулярное облако Ро Змееносца, не входящих в состав волны Рэдклиффа.